# Automatisk avstämning
Automatisk avstämning är ett sätt att effektivisera till exempel månadsrapportering med hjälp av en mjukvara. Mjukvaran stämmer då av banktransaktioner mot bankkontoutdrag automatiskt genom att rensa bort alla transaktioner som stämmer och lämna kvar de öppna posterna. På så sätt finns bara ett fåtal poster kvar att stämma av manuellt.
Mjukvaran används som ett komplement till ett befintligt affärssystem. Matchningen sker enligt en rad olika regler som sätts upp och kan vara till exempel en post mot flera. Tidsvinsten är stor och risken för fel minskar betydligt om man jämför med manuell avstämningen med papper och penna, eller avstämning med hjälp av egna system som byggts upp i Excel.
Idag används programmet företrädesvis av ekonomiavdelningar för att stämma av bankkonto mot huvudbok. I princip kan dock alla typer av avstämningar som idag utförs manuellt automatiseras med hjälp av denna typ av mjukvara. Till exempel avstämning mot bankkonto, valutakonto, interimskonto, avräkningskonto, samt avstämning av och uppdatering av inbetalningar mot kundreskontra och leverantörsreskontra. De flesta användarna är stora företag som hanterar en mycket stor mängd transaktioner. Förutom tidsvinst skapas en enhetlig och säker process med spårbarhet.